# Centro de Desenvolvimento Mineral
O Centro de Desenvolvimento Mineral (CDM), localizado no município de Santa Luzia, em Minas Gerais, é o berço da estrutura de gestão tecnológica da companhia Vale.
Ocupa uma área de 350 mil m² dotada de espécies nativas, possui laboratórios de processo, plantas piloto, laboratórios químicos e mineralógicos e é considerado o mais sofisticado e completo complexo laboratorial voltado à pesquisa e desenvolvimento na área mineral da América Latina, e um dos mais modernos centros de desenvolvimento de tecnologia mineral do mundo. Foi o primeiro do gênero a receber a certificação ambiental ISO 14001.
Há mais de 40 anos são realizadas no CDM atividades relacionadas à pesquisa mineral, ao desenvolvimento tecnológico e às etapas de análise e estruturação de negócio com o objetivo de desenvolver novos projetos minerais para a Vale.
O resultado do trabalho desenvolvido neste Centro de Pesquisa responde às exigências iniciais para atestar a viabilidade de um projeto mineral. O estudo conceitual fornece informações importantes para as etapas seguintes, implantação e operação, tais como: uma estimativa do recurso mineral da área pesquisada, a localização, a qualidade e concentração do mineral, tipo de tecnologia que deverá ser empregada para fazer extração, escoamento da produção, planejamento da mina e até mesmo como será a destinação dos resíduos e o descomissionamento (fechamento).
Estes estudos podem demorar anos até o efetivo início da operação industrial, pois depende da solução que será desenvolvida para cada desafio encontrado no projeto. Para isso é necessário contar com o trabalho de diversos profissionais como engenheiro de minas, químicos, metalúrgicos, geólogos, técnicos e outros.